# Donji Branetići
Donji Branetići (cyr. Доњи Бранетићи) – wieś w Serbii, w okręgu morawickim, w gminie Gornji Milanovac. W 2011 roku liczyła 104 mieszkańców.